# Wanda Kamińska

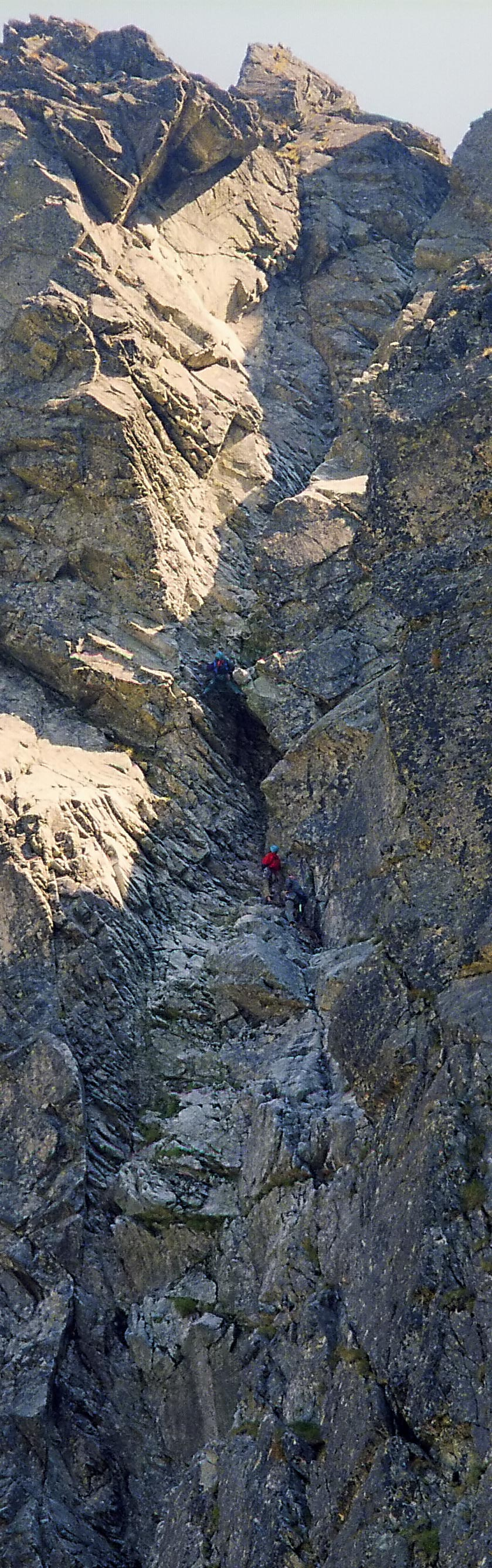
Zespół wspinaczkowy w Żlebie Drège'a

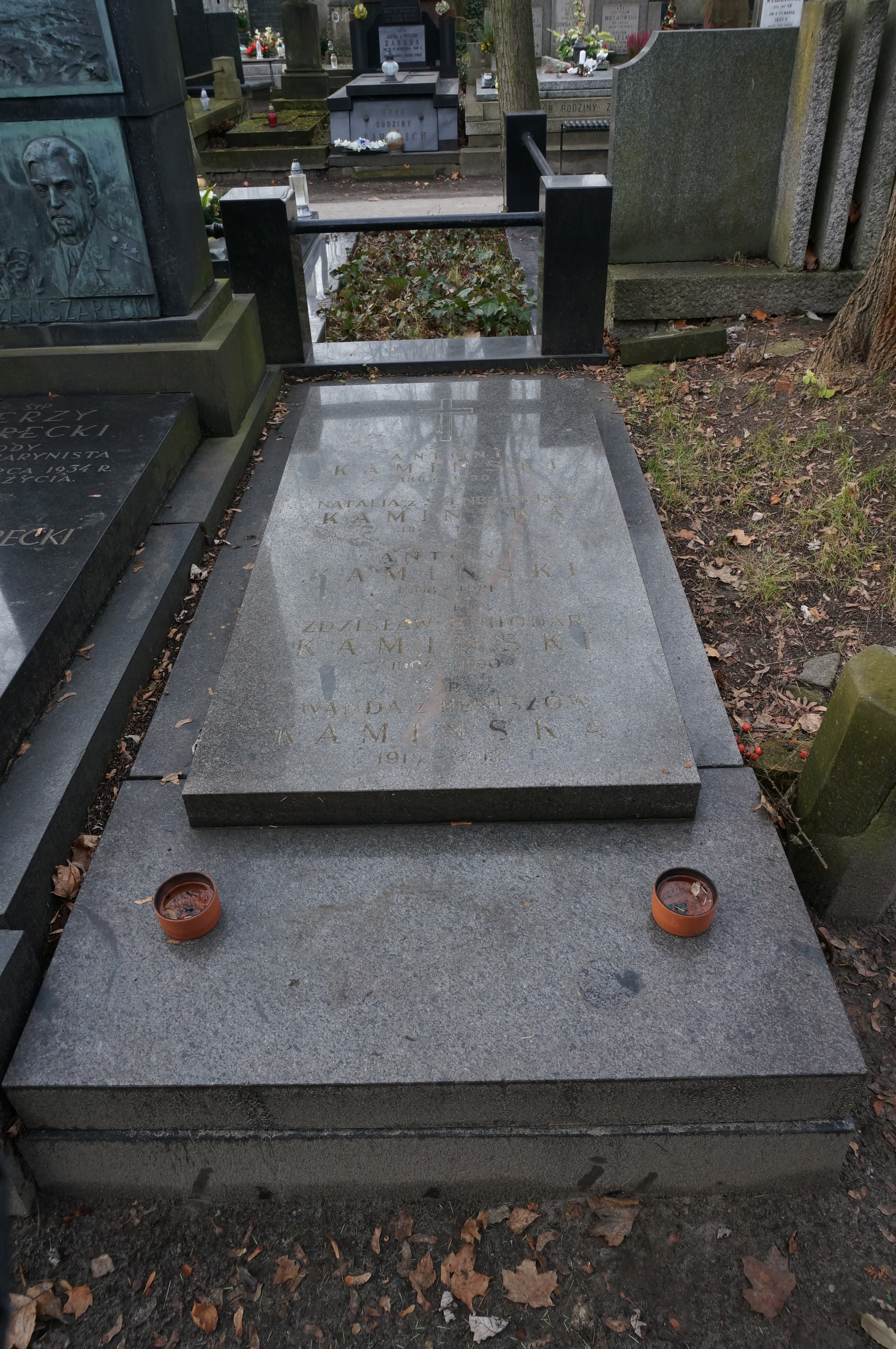
Grób Wandy Kamińskiej na cmentarzu Powązkowskim

Wanda Kamińska z domu Henisz (ur. 20 sierpnia 1918 w Zborówku, zm. 5 maja 2013 w Warszawie) – polska taterniczka, pionierka taternictwa kobiet, członkini honorowa Klubu Wysokogórskiego w Warszawie i Polskiego Związku Alpinizmu.

## Życiorys
Wychowała się w Zborówku koło Buska-Zdroju w Świętokrzyskiem. Od 1932 mieszkała w Zakopanem, gdzie w 1936 zdała maturę w Gimnazjum Żeńskim popularnie zwanym Szarotką. 
Początkowo chodziła w góry i jeździła na nartach jako turystka, jednak wkrótce do grona elity taternickiej wprowadził ją Wawrzyniec Żuławski. Zaczęła się wspinać jako nastolatka, dlatego taternik Wiktor Ostrowski mówił o niej często „nasza maskotka”. W 1935 była pierwszą kobietą i jedenastą osobą w historii, która dokonała wejścia przez Dolinę Śnieżną na Wyżnią Lodową Przełęcz (wraz z Józefem Orenburgiem). Z powodu nordyckiej urody nazywano ją „Walkirią”. 
W 1938 zapisała się na studia na Wydziale Geologii Uniwersytetu Warszawskiego. 
W styczniu 1936 została przyjęta do Koła Zakopiańskiego Klubu Wysokogórskiego, a członkostwo zwyczajne uzyskała 7 listopada 1945. 
Wspinała się z wybitnymi taternikami, jak Tadeusz Orłowski, Zdzisław Dziędzielewicz, Stanisław Braun, Zofia Radwańska-Paryska), Marek Cybulski, Róża Drojecka i inni. Do jej największych wyczynów należą m.in. udział w pierwszym przejściu Żlebu Drège'a na Granaty 27 września 1938. W lecie 1941, mieszkając w „Murowańcu”, wspinała się z Tadeuszem Orłowskim na Kościelcu, Kozich Czubach, Buczynowych Turniach. 
W latach 1945–1946 w Tatrach:
- weszła częściowo nową drogą na Mięguszowiecki Szczyt Pośredni (10 i 12 sierpnia 1945),
- weszła południowo-wschodnim uskokiem na Zadni Mnich (13 września 1946) bez sztucznych ułatwień (wspólnie z Tadeuszem Orłowskim oraz Małgorzatą Serini-Bulską),
- jako pierwsza weszła właściwą północną ścianą Żabiego Szczytu Wyżniego (wspólnie z Tadeuszem Orłowskim, 6 września 1946: droga nadzwyczaj trudna, eksponowana i b. piękna, należąca do najwspanialszych dróg tatrzańskich)[10][11],
- jako pierwsza wspięła się południowo-zachodnią granią Żabiej Lalki (1946),
- weszła na Rumanowy Szczyt (III przejście lewego filara jego północno-wschodniej ściany w 1945), Wielicki Szczyt (1945)[7].

Wytyczyła ponad 20 nowych dróg i wariantów w Tatrach. Wspinała się do około 1980.
W drugiej połowie lat 30. XX wieku przebywała w Kanadzie. Mieszkała tam 2 lata. 
Przed II wojną światową fotografowała aparatem fotograficznym Leica kupionym przez dziadka. W czasie wojny była zaangażowana w działalność konspiracyjnego Klubu Wysokogórskiego. Wykonywała odbitki dla „Taternika”, które odbierał od niej Tadeusz Bernadzikiewicz. Mieszkała wówczas w Warszawie. 
Była członkinią honorową Klubu Wysokogórskiego w Warszawie oraz Polskiego Związku Alpinizmu. 
Przez ostatnie lata życia mieszkała w Warszawie w domu przy alei 3 Maja 2. Pochowano ją na cmentarzu Powązkowskim (kwatera 196-5-21) 13 maja 2013. Spoczęła obok męża.

## Życie osobiste
Jej bratem był Krzysztof Henisz, malarz, rysownik, ilustrator książek i ceramik, absolwent Akademii Sztuk Pięknych w Warszawie. W 1935 jej owdowiala matka poślubiła lekarza i społecznika z Zakopanego, redaktora czasopisma „Zakopane”, Józefa Zychonia. 
W 1941 wyszła za mąż, przyjmując nazwisko Kamińska.
Macierzyństwo przerwało rozwój jej kariery sportowej. Miała czworo dzieci, m.in. syna Antoniego Kamińskiego, profesora socjologii, kierownika Zakładu Bezpieczeństwa Międzynarodowego i Studiów Strategicznych Instytutu Studiów Politycznych PAN, wykładającego m.in. w Collegium Civitas.